# GP Denain 2022
De 63e editie van de wielerwedstrijd GP Denain werd gehouden op 17 maart 2022. De start en finish vonden plaats in Denain in het Franse Noorderdepartement. De winnaar was de Duitser Max Walscheid, gevolgd door Dries De Bondt en Adrien Petit. De wedstrijd was onderdeel van de UCI ProSeries.

## Uitslag
| GP Denain 2022 |                |                                    |          |
| Plaats         | Naam           | Ploeg                              | tijd     |
| Winnaar        | Max Walscheid  | Cofidis                            | 4u42'24" |
| 2              | Dries De Bondt | Alpecin-Fenix                      | z.t.     |
| 3              | Adrien Petit   | Intermarché-Wanty-Gobert Matériaux | z.t.     |
| 4              | Pierre Barbier | B&B Hotels - KTM                   | z.t.     |
| 5              | Marc Sarreau   | AG2R-Citroën                       | z.t.     |
| 6              | Sandy Dujardin | Team TotalEnergies                 | z.t.     |
| 7              | Amaury Capiot  | Arkéa-Samsic                       | z.t.     |
| 8              | Samuel Leroux  | Go Sport-Roubaix Lille Métropole   | z.t.     |
| 9              | Robbe Ghys     | Sport Vlaanderen-Baloise           | z.t.     |
| 10             | Bram Welten    | Groupama-FDJ                       | z.t.     |

1959 · 1960 · 1961 · 1962 · 1963 · 1964 · 1965 · 1966 · 1967 · 1968 · 1969 · 1970 · 1971 · 1972 · 1973 · 1974 · 1975 · 1976 · 1977 · 1978 · 1979 · 1980 · 1981 · 1982 · 1983 · 1984 · 1985 · 1986 · 1987 · 1988 · 1989 · 1990 · 1991 · 1992 · 1993 · 1994 · 1995 · 1996 · 1997 · 1998 · 1999 · 2000 · 2001 · 2002 · 2003 · 2004 · 2005 · 2006 · 2007 · 2008 · 2009 · 2010 · 2011 · 2012 · 2013 · 2014 · 2015 · 2016 · 2017 · 2018 · 2019 · 2020 · 2021 · 2022 · 2023 · 2024 · 2025